# Communauté de communes des bords de Veyle
La communauté de communes des bords de Veyle est une ancienne communauté de communes située dans le département de l'Ain.

## Historique
- 1er janvier 1995 : création avec cinq communes (arrêté du 20 décembre 1994).
- 4 mai 1998 : équipements socioculturels et sportifs : gestion et fonctionnement des équipements sportifs existants lorsque leur utilisation est d'intérêt communautaire.
- 4 mai 1998 : gestion des sentiers pédestres et actions touristiques rattachées à ces parcours
- 4 mai 1998 : rajout des actions intercommunales à caractère éducatif et pédagogique en faveur des scolaires.
- 4 mai 1998 : services rendus aux communes, rajout des actions en faveur de la petite enfance, notamment réseau d'assistances maternelles.
- 4 mai 1998 : équipements socioculturels et sportifs : gestion et fonctionnement des équipements sportifs existants lorsque leur utilisation est d'intérêt communautaire.
- 5 octobre 1998 : services rendus à d'autres collectivités publiques extérieures à la communauté de communes dans domaines paragraphe 2-2 des statuts.
- 5 octobre 1998 : actions coordonnées en faveur des personnes âgées notamment grâce à une aide aux transports.
- 3 août 2001 : le siège est fixé aux 86-94 rue Chaynes Aimable à Vonnas.
- 3 août 2001 : le conseil de communauté est composé de 17 délégués élus par le conseil municipal.
- 1er octobre 2002 : nouvelle rédaction des compétences.
- 8 juillet 2004 : transfert d'une compétence (assainissement non collectif).
- 1er janvier 2005 : adhésion de la commune de Biziat (arrêté du 14 décembre 2004).
- 23 décembre 2005 : modification et extension des compétences de l'intercommunalité et approbation de nouveaux statuts.
- 1er janvier 2017 : disparition à la suite de la fusion avec la communauté de communes du canton de Pont-de-Veyle sous le nom de Communauté de communes de la Veyle.

## Composition

Communes de la communauté de communes.

Elle est composée des communes suivantes :
| Nom                    | Code Insee | Gentilé     | Superficie (km2) | Population (dernière pop. légale) | Densité (hab./km2) |
| ---------------------- | ---------- | ----------- | ---------------- | --------------------------------- | ------------------ |
| Vonnas (siège)         | 01457      | Vonnassiens | 17,81            | 2 922 (2014)                      | 164                |
| Biziat                 | 01046      | Biziatis    | 11,39            | 818 (2014)                        | 72                 |
| Chanoz-Châtenay        | 01084      | Chanoziens  | 13,42            | 780 (2014)                        | 58                 |
| Chaveyriat             | 01096      |             | 16,87            | 993 (2014)                        | 59                 |
| Mézériat               | 01246      | Mézériatis  | 19,17            | 2 137 (2014)                      | 111                |
| Saint-Julien-sur-Veyle | 01368      | Juliveylois | 9,84             | 760 (2014)                        | 77                 |

## Compétences
- Assainissement non collectif
- Collecte et traitement des déchets des ménages et déchets assimilés
- Action sociale
- Création, aménagement, entretien et gestion de zone d'activités industrielle, commerciale, tertiaire, artisanale ou touristique
- Action de développement économique (Soutien des activités industrielles, commerciales ou de l'emploi, soutien des activités agricoles et forestières...)
- Tourisme
- Construction ou aménagement, entretien, gestion d'équipements ou d'établissements culturels, socioculturels, socioéducatifs, sportifs
- Activités périscolaires
- Schéma de cohérence territoriale (SCOT)
- Programme local de l'habitat
- Opération programmée d'amélioration de l'habitat (OPAH)
- Autres

## Pour approfondir